# Volkswagen Lamando
La Volkswagen Lamando est un véhicule du constructeur automobile allemand Volkswagen vendu depuis 2015 exclusivement en Chine. La Lamando y est produite par une coentreprise liant Volkswagen AG et le constructeur SAIC.
La Lamando a fait ses débuts au salon de Chengdu en août 2014 où elle révèle son nom chinois : 凌渡 (pinyin : Língdù). Elle est vendue depuis janvier 2015. Les prix commencent à partir de 180.000 yuans ou 29.000 USD.
Tout comme la version CC de la Passat ou Magotan en Chine, la Volkswagen Lamando devait être la version CC de la Jetta ou du Sagitar en Chine.

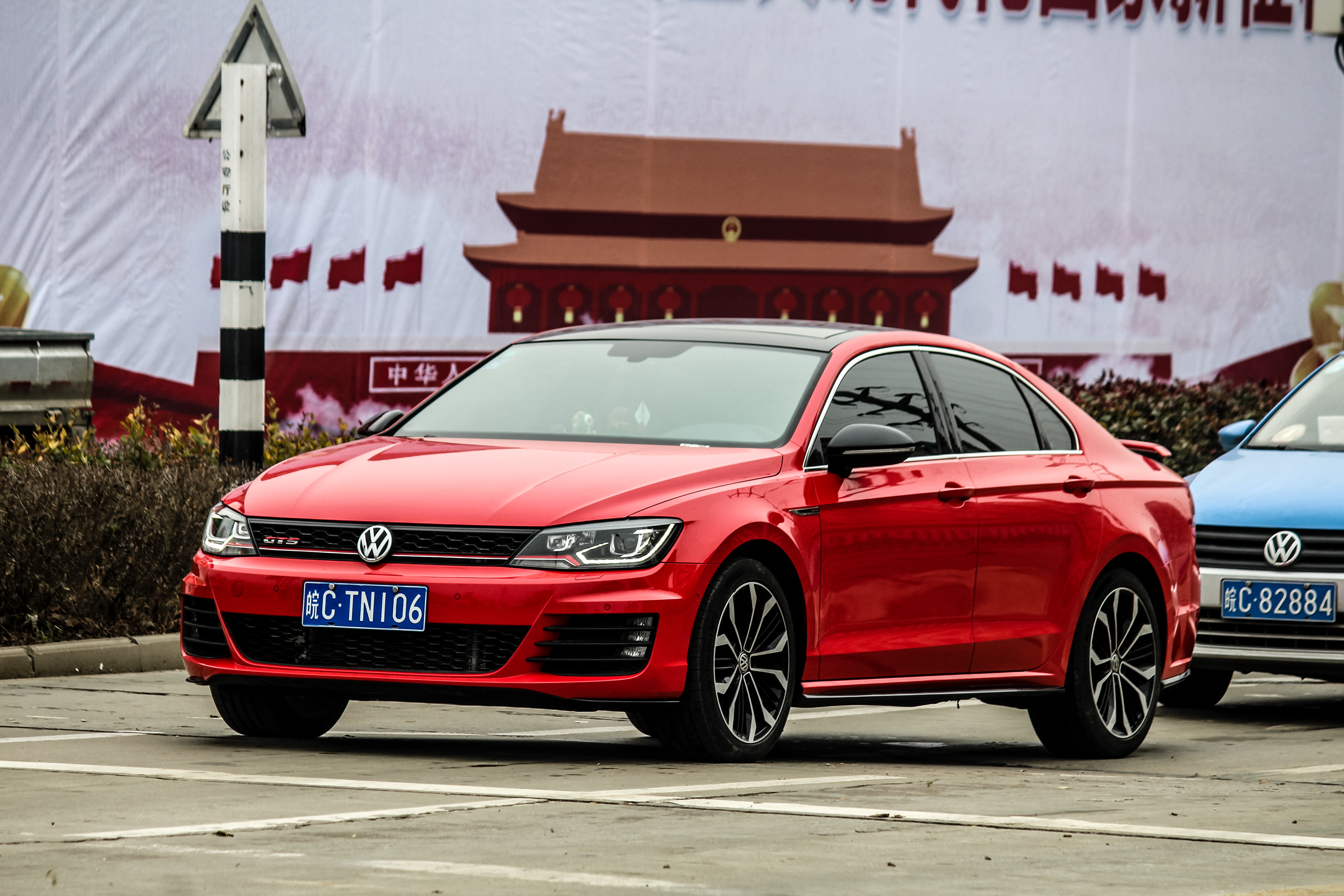
VW Lamando GTS

En 2016, une version GTS plus sportive a été lancée et la version GTS a reçu des améliorations cosmétiques plus sportives et un moteur du Golf GTI .La Lamando a été utilisé sur la version chinoise de Top Gear , dans le cadre de la Star dans un segment de voiture à prix raisonnable dans la deuxième saison, en remplacement de la Ford Focus .

## Références

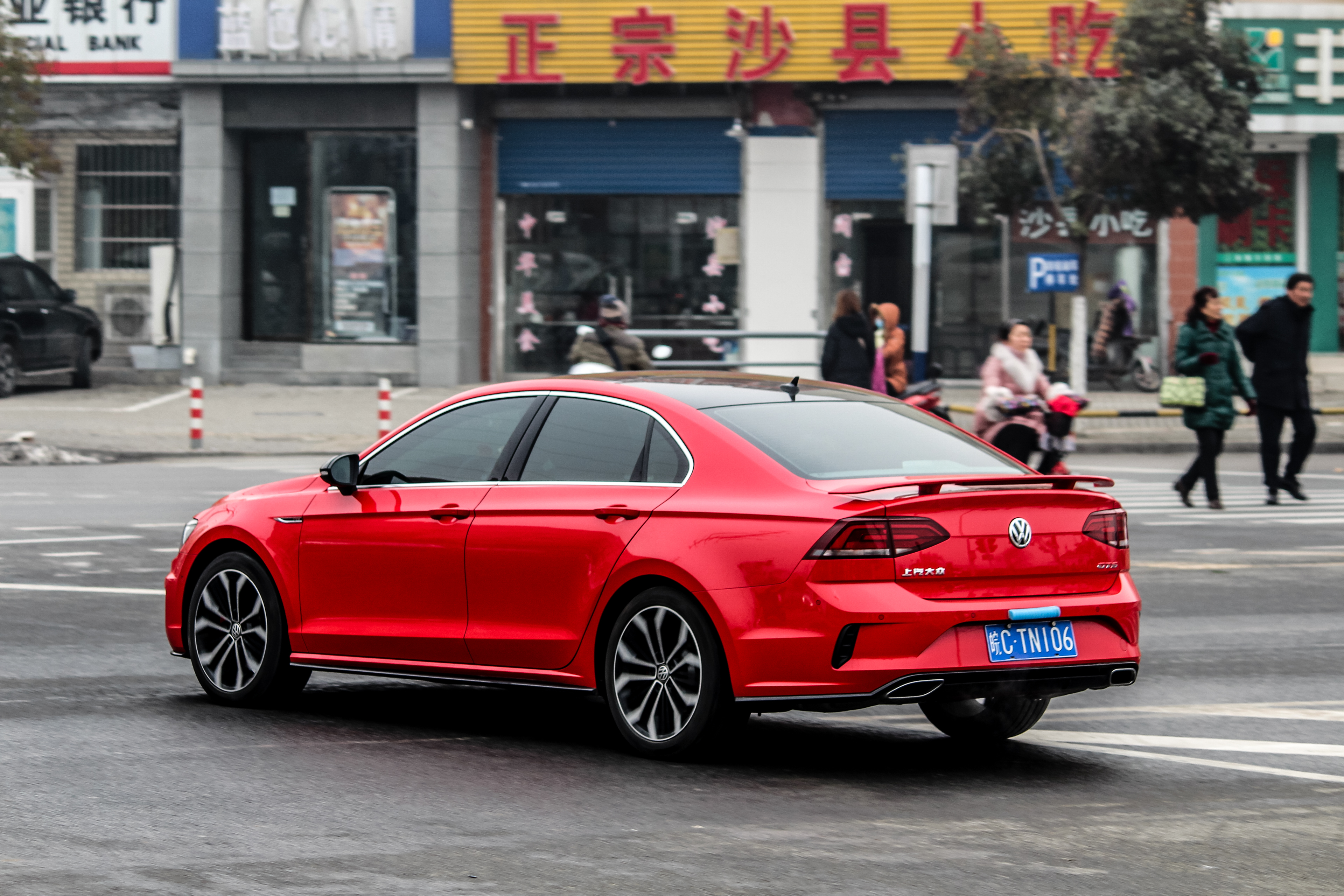
Lamando GTS